# Iniparib
Iniparib (früherer Name: BSI 201, Hersteller: Sanofi-Aventis) ist eine chemische Verbindung, die das DNA-reparierende Protein PARP-1 (Enzym) irreversibel inhibiert. Es befand sich in der klinischen Prüfung zur Behandlung verschiedener Karzinome, beispielsweise beim Lungenkarzinom und beim sogenannten dreifach rezeptornegativen Brustkrebs (triple-negative breast cancer, TNBC).
Die zunächst vielversprechenden Ergebnisse im Bezug auf progressionsfreies Überleben und Gesamtüberleben nach Behandlung für Iniparib bei dreifach rezeptornegativen Brustkrebs konnten in einer großen Phase-III-Studie nicht bestätigt werden. Deshalb stoppte Sanofi im Jahr 2013 die Entwicklung des Wirkstoffs. Diese hat den Konzern etwa 219 Millionen € gekostet.

## Anwendungsgebiete
Iniparib ist ein Anti-Tumor-Wirkstoff mit Poly-(ADP-Ribose)-Polymerase-(PARP)-hemmender Wirkung. Das Enzym PARP ist ein wichtiger Regulator für die Reparatur von DNA-Schäden. Durch die Hemmung von PARP wird die Reparatur eines DNA-Schadens verhindert oder erschwert.

## Nebenwirkungen
Zu den Nebenwirkungen zählen Neutropenie, Anämie, Thrombozytopenie, Asthenie, Übelkeit und Verstopfung.